# Alexandru Vaida-Voevod
 (novembre 2018).
Si vous disposez d'ouvrages ou d'articles de référence ou si vous connaissez des sites web de qualité traitant du thème abordé ici, merci de compléter l'article en donnant les références utiles à sa vérifiabilité et en les liant à la section « Notes et références ».
Alexandru Vaida-Voevod (né à Olpret, le 27 février 1872, mort à Sibiu le 19 mars 1950) est un homme d'État roumain, député au parlement de Budapest (en tant que député de Transylvanie, alors partie intégrante de l'Autriche-Hongrie), président du Conseil des ministres du royaume de Roumanie à trois reprises. 

## Biographie
En 1946, il est assigné à résidence à son domicile de Sibiu, où il meurt en 1950. Le tombeau d'Alexandru Vaida-Voevod est située dans le cimetière de l'Église entre des Sapins à Sibiu, où il n'a été ré-enterré qu'en 1990, après la chute du régime communiste de Roumanie. Jusque-là, sa dépouille avait été secrètement cachée dans une crypte du sous-sol de la chapelle romano-catholique du cimetière municipal de Sibiu, où elle a été découverte, à la demande de ses descendants, à la suite des recherches du prêtre orthodoxe de l'époque de l'Église entre des Sapins, Mihai Sămărghiţan.
Sur la partie du terrain, située à côté de l'Église entre des Sapins, adjacente à la rue, qui fut restituée à l’Église roumaine unie à Rome (grecque-catholique), l'Église grecque-catholique roumaine a fait élever un buste en bronze d'Alexandru Vaida-Voevod, qui a été dévoilé le 28 novembre 2018.